# 全英学联
全英学联，全名是全英中国学生学者联谊会（英文：Chinese Students and Scholars Association，UK，简称CSSA-UK），是目前英国最大的华人社团，也是留英中国学生学者的最大联谊性质社团。全英学联接受中国驻英国大使馆教育处的指导。
全英学联成立于1988年，已历经二十六届。全英学联目前拥有近17万名会员，主要成员以在校的中国学生和学者，留学毕业后留英工作的学者为主，定居的中国学生学者及其家属，都还与全英学联保持密切联系。此外，全英学联与英国其他华人专业社团保持着长期的合作关系。

## 组织结构
全英中国学生学者联谊会是中华人民共和国在英学生学者的全国性群众组织。目前全英学联拥有105个地方学联会员单位，分布在伦敦、大曼、南部、北部、中部和北爱尔兰等六个地区，拥有成员十七余万人。全英学联也是许多国家级团体的海外理事单位， 如欧美同学会，中国留学人员联谊会等。
全英学联最高权力机构为全英学联代表大会，其职责是选举产生新一届主席和片区副主席，审议和通过全英学联工作报告，修改和审定全英学联章程，并组织学联工作经验交流。选举产生的全英学联主席主持全英学联日常工作。全英学联执行委员会由全英学联主席团，秘书处，以及各执行部门组成。全英学联主席团是全英学联处理日常事务的决策机构,成员包括全英学联主席，副主席及秘书长。秘书处是全英学联处理日常事务的常设机构。全英学联执行委员会成员负责全英学联日常工作的开展和实施。
中国驻英使馆教育处为全英学联提供咨询。值得注意的是，全英学联的所有干部都是志愿者，参加学联工作没有报酬，“志愿”和“团队合作”是全英学联成立以来的工作宗旨。经过十多年发展，全英学联逐渐成长为在英国相当有影响的华人社团，与国内政府部门、科技界和企业界保持密切联系。作为最大的学生社团，每次国家领导人访问英国，全英学联主要成员都受到接见，比如2003年温家宝总理访问英国、2005年胡锦涛主席访问英国、2009年温家宝总理访问英国、2011年温家宝总理访问英国等。
在短短三十年历史里面，全英学联团结了大批留学英国的精英，往往以留学回国发展的成功人士为骄傲。他们在中国当代发展过程中，用自己的留学成功，报效祖国，回馈社会。在科技界，他们站在国家科技发展的前排，包括中国科协书记处书记、欧美同学会常务副会长冯长根（利兹大学）、南京大学校长陈骏（帝国理工学院）、南开大学校长饶子和（牛津大学）、中国科学院副秘书长、中国科学院自动化研究所所长谭铁牛（帝国理工学院）、北京邮电大学原校长林金桐（南安普顿大学）、南京大学副校长潘毅（帝国理工学院）、西安交通大学副校长卢天健（剑桥大学）等等；在政界也能够见到他们身影，包括全国政协副主席徐匡迪（帝国理工学院）、中国驻美大使周文重（巴斯大学、LSE）、中国常驻联合国代表王光亚（LSE）。

## 发展历史
学联的起源与中英教育文化交流密切相关。1972年中英建交以来，中国政府向英国派出了很多公费留学生。中国留学生在大使馆教育处的帮助下，在一些大学各自成立了学联，比如牛津、剑桥和其他的一些主要大学，对教育处起着助手的作用，以更好的联系和组织各地留学生。
全英学联的发展紧跟中国改革开放的步伐。自1988年第一届全英学联成立以来，全英学联的角色和定位逐渐的清晰，尤其是在90年代末期。
1992年3月，邓小平南巡讲话通过中国驻各国大使馆、领事馆教育机构传达至留学生，在很多海外人士还在考虑中国将来的发展方向之时，其震动力异乎寻常。同年8月，中国政府公布了《国务院办公厅关于在外留学人员有关问题的通知》。10月，全英学联主动率领访问团回国讲学。此后，全英学联与祖国大陆的联系，尤其是学术方面的交流逐渐频繁起来。中国经济高速增长的大环境，与全英学联为祖国积极的宣传工作，逐渐搭建起了留学人员回国发展的交流平台。
90年代，随着中英教育文化交流加深，特别是自1999年以来，英国政府开始在中国大力推广自己的高等教育，越来越多的中国留学生来到英国，尤其是自费留学生和低龄留学生成为这个团体的主流。中国留学生人数从1999年的近两万发展为至今近十二万。
成员多元化逐渐改变了全英学联的工作重心，它从辅助管理型社团逐渐转向服务型社团，全英学联的服务网络也在慢慢扩大。2002年全英学联加强整合发展全英学联的网络，把全英学联会员单位从三十多发展到目前的八十多个，为以后的工作打下了关键基础。与此同时，在以后几届的活动中，全英学联委员会招纳了更多的本科生，并更好地考虑到了低龄留学生、旅英华人子女等生活和教育问题。
互联网发展为全英学联提供了关键技术支持。2002年，全英学联网站开通。全英学联有了自己基于网络的发布平台，同时建立和完善了自己的会员邮件列表，提供了每周的Newsletter服务。与此同时，全英的地方学联纷纷建立自己的网站或者BBS，为在当地留学的中国学生提供了便利，也促进了交流。
在学联体系扩展和技术平台成熟的条件下，全英学联在中英之间角色定位更加清晰。2006年，全英学联提出了“知荣辱，求发展，为祖国”的口号，把回国交流和为国服务作为将来工作的一个重点，与此同时，在英国本地，全英学联开始发起了历史资料保存工作，增强会员对自己社团的认同感。
2011年，全英学联提出三个作用，即＂旗帜作用，服务作用，桥梁作用＂，全方位，多层次的为全英中国学生学者服务。
2017年11月，全英学联在2017年全英各校学联主席联席会上正式明确四个发展方向：一、做团结留英学子的关键纽带，二、做为留英学子发声的关键平台，三、做为国家引进高层次人才和技术的关键渠道，四、做传播中国理念、树立文化自信的生力军。

## 历任主席选介
第一届	1988-1989	主席团	董明博士 谭铁牛院士
第二届	1989-1990	主席团	梁家沂博士 谭铁牛院士
第三届	1990-1991	主席团	饶子和院士 谭铁牛院士	 
第四届	1991-1992	主席团	宫峰博士 谭铁牛院士	 
第五届	1992-1993	主席团	林金桐教授 谭铁牛院士	 
第六届	1993-1994	主席团	高福院士 谭铁牛院士	 
第七届	1994-1995	主席	程明虎博士	 
第十二届	1999-2000	主席	陈蓓宁博士	 
第十三届	2000-2001	主席	王世云博士	 
第十四届	2001-2002	主席	杨筱博士	 
第十五届	2002-2003	主席	洪天阳博士	
第十六届	2003-2004	主席	董华博士	
第十七届	2004-2006	主席	吴长新博士	
第十八届	2006-2007	主席	郑磊博士	
第十九届	2007-2008	主席	叶海涛博士	
第二十届	2008-2009	主席	李泽霖博士	
第二十一届	2009-2010	主席	孙皞达博士	
第二十二届	2010-2012	主席	孟德建博士	
第二十三届	2012-2013	主席	孟德建博士	
第二十四届	2013-2017	主席	李琦博士	
第二十五届	2017-2018	主席	张岑博士	
第二十六届	2018-2019	主席	张岑博士	
第二十七届	2019-2020	主席	张峰博士	
第二十八届	2020-2021	主席	张峰博士	
第二十九届	2021-至今	主席	张瑞华博士

## 服务内容
全英学联的宗旨是坚持爱国、民主、团结、求实的精神，维护留英学生学者的权益，丰富中国学生学者的文化，体育生活，加强中国学生学者之间的交流增进中国学生学者与华侨及其他族群和社团的关系，为祖国的经济文化建设服务。
全英学联主要围绕科技，学术，文体，中文教育等方面开展活动， 为会员提供多方面服务，以增强中国学生学者的凝聚力。全英学联作为非盈利的组织，每年组织了大量的活动，尤其是在9-10月份迎接新生入学和春节晚会成为年度的必备节目。近年来，留学生增加和中国崛起，全英学联对于留英学生学者的服务形式日趋多样。
第一，全英学联为留学英国的中国学生学者提供生活、学习和社交方面的指导和服务。全英的地方学联在帮助宣传大使馆的留学生登记工作方面起到了非常大作用。2005年，中国驻英教育公使衔参赞王永达先生高度评价了全英学联对大使馆教育处的辅助功能，「使馆教育处分管留学生的有3位同志，相对于7万学生来说是太少了。但使馆教育处通过对学生联谊会的资助和指导，加强了对学生的管理与联系。目前，全英有77个中国学联，基本上覆盖了所有的大学。学生到使馆报到后，应该都可以得到有关学联的信息。英国学校一般都是学生自我管理，大一点的问题可以通过学联帮助解决。解决不了的困难，使馆再想办法帮助。」
第二，中国的和平崛起把文化输出作为一个重要战略。近年来，中国学联越来越多地把中国文化推广，提高中国学生学者的地位，做出了不懈的努力。1999年第一届全英儿童书法绘画大赛举办，成为年度工作，牛津、剑桥等地学联与当地的中文学校建立了合作关系；从90年代末开始，春节晚会在英国华人社团逐渐生根，伦敦、曼彻斯特、诺丁汉等主要学联春节晚会，成为展示；2005年，全英学联创业大赛举办，中国当代的创业精神和华人自强不息的传统，在英国上演。
第三，全英学联在维护中国学生权益方面功能日渐提高。随着留英学生增加，全英学联开始注重，一是积极推动中国学生学者融入英国社会，建立合作交流，二是以代言人身份，发出中国学生学者声音。在前者，近年来全英学联组织了多次与当地政府负责人见面会，比如伦敦市长列文斯通。在后者，全英学联曾经在在2005年发起了反对英国内政部签证费上涨的签名抗议活动。

## 全英学联大事记
- 1988年：第一届全英学联成立。
- 1992年10月：全英学联主席林金桐博士，带领学术访问团回国，开展学术交流。
- 1999年：《全英通讯》创刊。
- 2002年：全英学联将地方学联个数从31家，拓展到70多家。
- 2004年：《全英通讯》改版成《英伦学人》。
- 2005年9月1日：全英学联举办首届全英学生学者创业大赛。
- 2006年：第十八届全英学联任内，《英伦学人》改版为月刊。
- 2007年5月：第二届全英学联创业大赛决赛在诺丁汉市政厅举行。
- 2007年12月：全英学联在第十届广州海外留学人员科技交流会上首次组织留英学者项目发布会。
- 2008年2月9日：第三届中英科技创业大赛在诺丁汉开幕。
- 2008年2月12日：《同一首歌》在伦敦举行，这是该栏目首次来英国演出，也是首次登陆欧洲大陆。全英学联参与主要组织协调工作。
- 2010年：首届全英博士论坛举办。
- 2011年1月：中国教育部部长袁贵仁专门向全英学联发来新春贺词。
- 2011年10月：2011全英学联高层次人才创业大赛在伦敦举行决赛和闭幕式。
- 2017年1月：第二十五届全英学联推出全新会标和网站，《英伦学人》杂志全面恢复编纂工作。
- 2017年4月：全英学联联手国家级创新创业大赛“春晖杯”设立首个英国分赛区，第十届全英高层次人才创业大赛在剑桥大学正式启动。
- 2017年8月：全英学联与国家“千人计划”专家联谊会等单位在江苏无锡联合举办2017年高层次人才创新创业交流大会。
- 2017年11月：全英学联在2017年全英各校学联主席联席会上正式明确四个发展方向，正式注册的地方学联会员单位突破100家。
- 2018年2月：第十届全英高层次人才创业大赛颁奖典礼在伦敦O2剧院举办，驻英大使刘晓明出席并发表讲话，数十位英国著名高校校长及英国教育部门官员受邀出席并为获奖团队颁奖。
- 2018年4月：首届中英人才交流大会在伦敦成功举办，阿里巴巴集团、华为技术、深圳华大基因、中国银行等60余家国内外著名企业参与招聘，提供招聘岗位达1000余个，在英中外学生学者共计超过4000余人次参会。
- 2018年9月：全英学联30周年高层次人才创业大赛在伦敦碎片大厦举办，入围第十三届“春晖杯”创业大赛的英国区项目达60项，占全球总数的百分之二十，创历史最高。